# Bompas (Ariège)
Bompas – miejscowość i gmina we Francji, w regionie Oksytania, w departamencie Ariège.
Według danych na rok 2010 gminę zamieszkiwały 214 osoby, a gęstość zaludnienia wynosiła 78 osób/km².